# Frătăuții Noi
Frătăuții Noi (anhörenⓘ; deutsch Neu-Fratautz) ist eine aus den beiden Dörfern Costișa and Frătăuții Noi bestehende Gemeinde im rumänischen Kreis Suceava in der Region Bukowina mit der Kreishauptstadt Suceava.

## Name
Der Name des Dorfes ist slawischen Ursprungs, gebildet aus einer Verschmelzung des rumänischen Begriffs frate („Bruder“) mit dem slawischen Suffix -ovci, also -auți.

## Geschichte

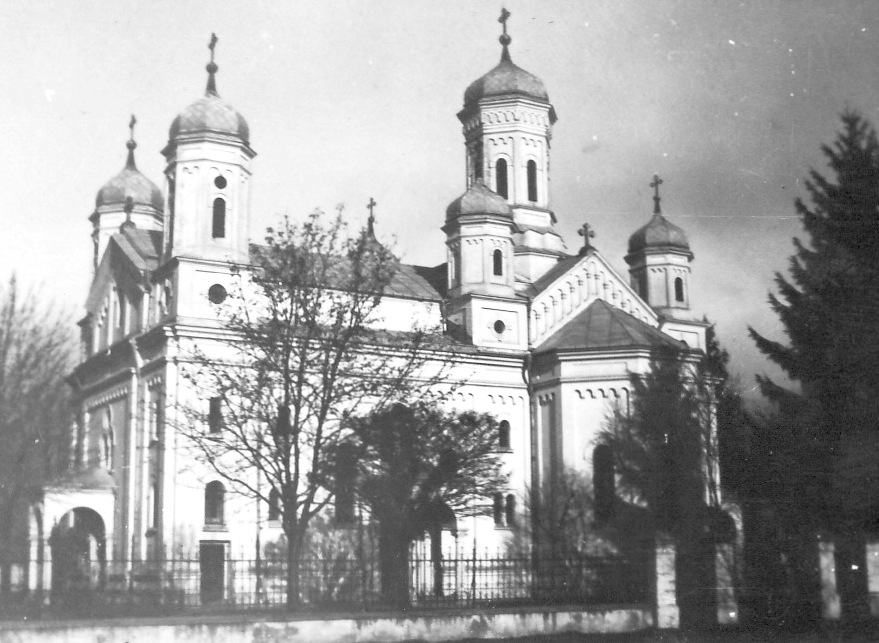
Kirche von Neu-Fratautz (1936)

Frătăuţii Noi ist im Jahr 1412 erstmals dokumentiert. Bis 1433 war das Dorf unter der Kontrolle des Bojaren Giurgiu de Frătăuți, dann seines Sohnes Danco, bis das Dorf 1489 unter die Verwaltung des Klosters Putna kam. Nach 1775 wurde die österreichische Verwaltung errichtet. Wie andere ländliche Siedlungen in der Region Suceava war Frătăuții Noi ab der späten Neuzeit bis Mitte des 20. Jahrhunderts von Bukowinadeutschen bewohnt.

## Persönlichkeiten
- Iraclie Porumbescu (1884–1896), rumänischer Priester und Schriftsteller